# Waller & Bengtsson

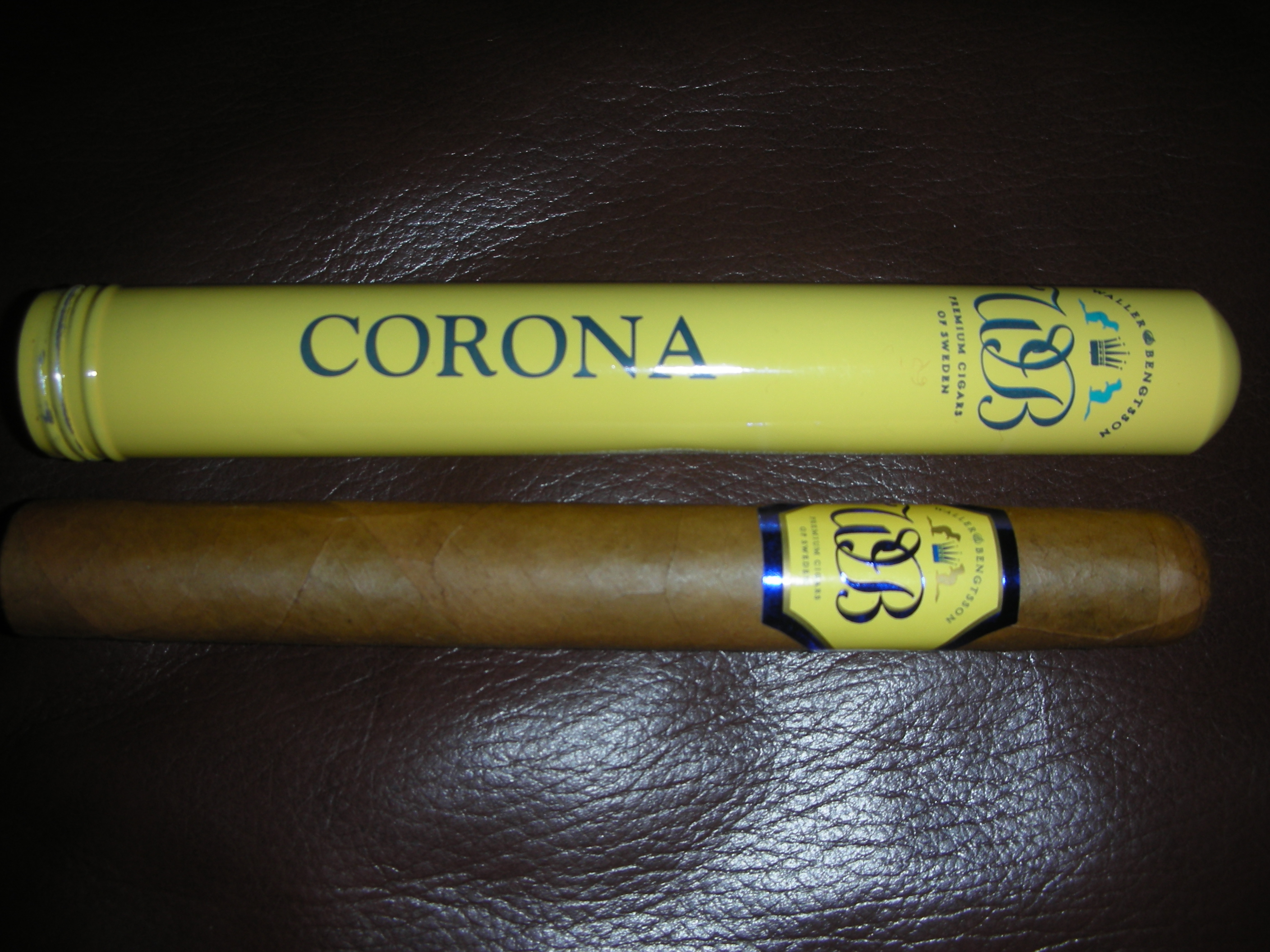
Waller & Bengtsson Corona / Tub.

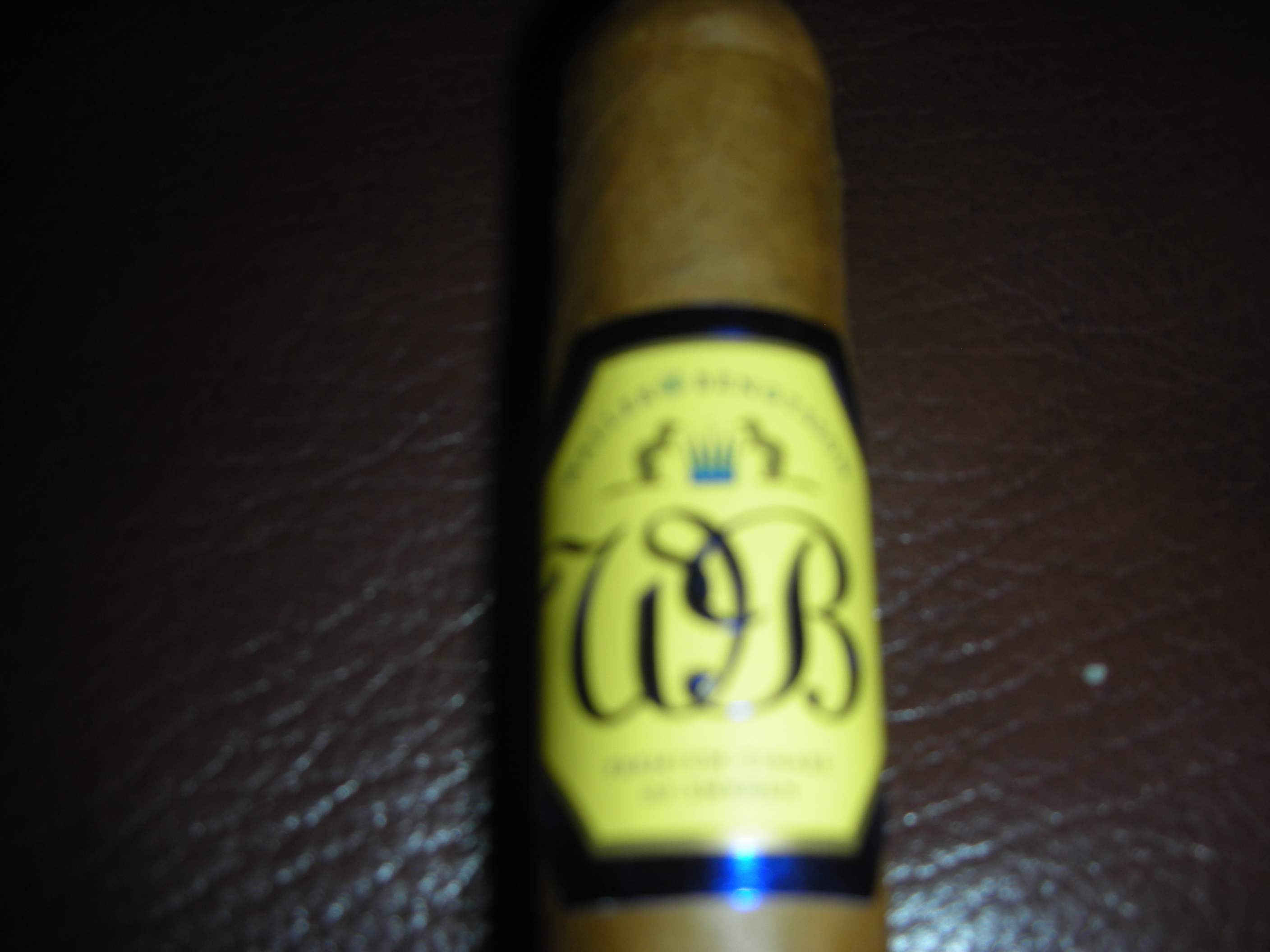
Gördeln på ovanstående cigarr.

Waller & Bengtsson Premium Cigars Of Sweden är ett svenskt cigarrmärke framtaget på initiativ av de två svenskarna Waller (soldat) och Bengtsson (byggherre). Waller fick upp intresset för cigarrer under sin tid som volontär i det Spanska självständighetskriget. Det var med hjälp av Bengtssons ekonomi som de kunde skapa märket. Märket etablerades 1818 i Småland. Cigarren finns i tre modeller, Short Robusto (100 x 20 mm), Panetela (115 x 15 mm), samt Corona / Tub (115 x 15 mm). Täckbladet på cigarrerna är från Connecticut, USA. Inlaga och omblad är från Dominikanska republiken. Samtliga cigarrer är milda i smaken. 